# Белл (приток Края)
Белл (англ. Bell River) — река в Восточно-Капской провинции на юго-востоке ЮАР. Приток реки Край, впадающей в Оранжевую.

## Описание
Река Белл берёт своё начало на северных склонах Драконовых гор недалеко от границы с Лесото к северу от высокогорного перевала Нодес-Нек (2587 м над уровнем моря). Бассейн Белла, являющийся частью верховья реки Оранжевая составляет около 424 км², высота реки колеблется от 1720 м до 3001 м над уровнем моря. Течёт в целом с востока на запад, проходит через город Родос и в 40 км от истока после слияния со Стерк-Спрёйт у Мошешс-Форда образует реку Край, которая течёт дальше на запад к Аливал-Норт, где впадает в Оранжевую.

## Достопримечательности
В реке много радужной форели. Фестиваль дикой форели Bell’s, организуемый Ассоциацией дикой форели, проводится в городе Родос. Фестиваль собирает до 80 участников-рыболовов и продолжается в течение трёх дней.

## Экология
Долина реки широко использовалась коммерческими фермерами под выпас скота с 1870-х годов. На качество воды в реке и устойчивость русла влияет повышенная нагрузка в результате наносов из-за широко распространённой овражной эрозии. Для закрепления долины вдоль берегов были посажены ивы, в частности ива козья, чтобы предотвратить перемещение русла в виде изрезанных меандров.